# Булах, Борис Михайлович
Борис Михайлович Булах (10 июня 1929 года, Ставрополь, РСФСР — 21 января 1987 года) — советский учёный в области механики. Доктор физико-математических наук. Преподаватель высшей школы, профессор.

## Биография
Родился 10 июня 1929 года в Ставрополе. Среднюю школу окончил в Саратове. С 1946 по 1951 год учился в Саратовском государственном университете. По окончании продолжил образование в аспирантуре при университете, научным руководителем стал С. В. Фалькович. В 1954 году защитил диссертацию на соискание учёной степени кандидата физико-математических наук по теме «К теории нелинейных конических течений».
С 1954 по 1964 год преподавал на кафедре теоретической механики и аэрогидромеханики в Саратовском государственном университете.
В 1964 году переехал в Ленинград, работал в Ленинградском электро-техническом институте связи, с 1973 года — на кафедре математики и гидромеханики в Ленинградском гидрометеорологическом институте.
В 1962 года в Московском университете защитил диссертацию на соискание учёной степени доктора физико-математических наук по теме «Нелинейные конические течения газа».
Был избран в Национальный комитет СССР по теоретической и прикладной механике.
Похоронен на Кладбище Памяти жертв 9-го января (уч. 41)

## Научные интересы
Большинство научных работ посвящено исследованию свойств конических течений газа. Разрабатывал схемы сверхзвукового обтекания стреловидных крыльев. Теоретические результаты получили подтверждение в экспериментах С. Фауэлла и У. Треадгольда.
Исследовал вязкие течения газа, течение в пограничном слое, обтекание затупленных тел, динамику атмосферы.